# Streaker (vela)
Un streaker es un tipo de embarcación de vela ligera diseñado en 1975 por Jack Holt. Es un bote ligero unipersonal (con un peso mínimo de solo 48 kg) y uni-plataforma. Navega principalmente en Reino Unido y las Filipinas, y hay en activo cerca de 1500 unidades. Al principio, todos los botes fueron construidos de madera contrachapada, pero desde 1998 se fabrican de fibra de vidrio, y ahora más de la mitad de los nuevos barcos son de fibra de vidrio o de material compuesto (fibra de vidrio y madera).